# اللادينية في إيران
يتم تهميش اللادينية في إيران ومن خلال التعداد الرسمي للسكان لعام 2011، لم يذكر 265,899 شخص أي دين (0.3% من إجمالي السكان). ومع ذلك، فإن عدد المسلمين غير الملتزمين في الواقع أعلى بكثير. الإيرانيون غير المتدينين غير مُعترف بهم رسمياً من قبل الحكومة، ويجب على المرء أن يُعلن نفسه كمُنتمي إلى واحدة من الأديان الأربعة المُعترف بها من أجل الاستفادة من الكثير من حقوق المواطنة. ينقسم مواطنو جمهورية إيران الإسلامية رسمياً إلى أربع فئات: المسلمون والزرادشتيون واليهود والمسيحيون. ويتجاهل هذا التقسيم الرسمي الأقليات الدينية الأخرى في إيران، ولا سيما أقليات البهائية، إذ أن البهائيين أقلية دينية «غير معترف بها» دون وجود قانوني. ويُصنَّفون على أنهم «الكفار غير المحميين» من قبل السلطات، ويخضعون للتمييز المنهجي على أساس معتقداتهم.ومع ذلك، وفقًا لمسح أجراه مؤسسة جمان للإحصاء عبر الإنترنت لعام 2020، وجد أن نسبة مئوية أكبر بكثير من الإيرانيين الذين يُعرفون بأنهم ملحدون (8.8٪)، ونسبة كبيرة (22.2٪) لا تتبع ديانة منظمة، و 40٪ لا يعرفون كمسلمين.

## داخل إيران
هناك سياق تاريخي لمعارضة الدين المنظم وعدم الإيمان بالإسلام على مر القرون في إيران. في القرن العاشر الميلادي، عارض العالم الفارسي الشهير أبو بكر الرازي الوحي الإلهي للأنبياء في كتاباته، في كتابه «في النبوءات». ويمكن رؤية المزيد من الشكوك حول أفكار الله في رباعيات عمر الخيام حيث يتم التشكيك باستمرار في تعاطف الله وأفكار الآخرة. كُتِب هذا العمل أيضًا في القرن العاشر.
من فترة سلالة القجار حتى الثورة الإيرانية عام 1979، على الرغم من أن الإلحاد لم يكن مقبولًا رسميًا، إلا أنه كان مقبولًا وتم التسامح معه. ومع ظهور الشيوعية في روسيا الجارة الشمالية لإيران، وتصاعد الشعبية الكبيرة للأحزاب الشيوعية في إيران، مثل حزب توده الإيراني خاصةً في أواخر الأربعينيات والستينيات من القرن العشرين، نمت شعبية الإلحاد. على سبيل المثال، كتب كارو ديريديان، الشاعر الأرمني الإيراني وشقيق المطرب المشهور فيكن دردريان، شعرًا شهيرًا يرفض كل من الله والدين.
على الرغم من أن الإلحاد تسامحت معه الحكومات المتعاقبة، إلا أن الغالبية العظمى من الناس في إيران كانوا من المتدينين. وعندما نجحت الثورة في إيران، بالنظر إلى أن الفصيل الإسلامي من الثوار نجح في السيطرة الكاملة على المشهد السياسي في البلاد، أصبح عدم الإستقرار قضية سياسية. وأشار مهدي بازركان إلى أنَّ «اعتبار الإسلام معارضة للقومية الإيرانية بمثابة تدمير لأنفسنا. إنَّ إنكار الهوية الإيرانية والنظر إلى القومية غير الدينية هو جزء لا يتجزأ من الحركة المناهضة لإيران وهو عمل مناهض للثورة».
وفقاً لعلي رضا إشراغي، فإن الضغط الديني وعدم الرضا من حكم الحكومة الإيرانية قد جعل من الشعب الإيراني أقل تدينًا. كما لوحظ أن بعض النسويات الإيرانيات على أنهن غير متدينات وملحادات.
يهدف الشباب الإيراني غير المتدين إلى تعديل سياسة الحكومة الإيرانية، والشباب الإيراني هم من بين الأكثر نشاطًا سياسيًا بين 57 دولة في العالم الإسلامي. وبصفته الجزء الأكثر اضطراباً في المجتمع الإيراني، فإن الشباب يمثلون أيضًا أحد أكبر التهديدات الطويلة الأجل للشكل الحالي للحكم الثيوقراطي. بعد الانتخابات الرئاسية لعام 2009، كان الشباب أكبر كتلة تشارك في أول حركة مستدامة في «سلطة الشعب» في المنطقة من أجل التغيير الديمقراطي، وخلق ديناميكية سياسية جديدة في الشرق الأوسط. وتُعد إيران واحدة من أكثر المجتمعات ذكاءً في العالم النامي، حيث يقدر عدد مستخدمي الإنترنت بحوالي 28 مليون مستخدم، ويقودهم الشباب. ويُعتقد أن معظم الشباب الإيراني يريدون أن يكونوا جزءًا من المجتمع الدولي والعولمة.

### اضطهاد
ذكرت صحيفة واشنطن بوست أن إيران كانت من بين ثلاثة عشر دولة حيث يتم تجريم الإلحاد من خلال عقوبة الإعدام. وكان آخر إعدام قانوني بارز للردة في إيران في عام 2014، عندما أدين محسن أمير أصلاني ونُفذ حكم الإعدام بسبب «التحريف في الدين» وإهانة النبي يونس. علاوة على ذلك، تعرض الكثير من الأشخاص، مثل يوسف ندرخاني وسعيد عابديني للمضايقة والسجن وحُكم عليهم بالإعدام بسبب الردة عن الإسلام والتحول إلى المسيحية.

## بين الشتات الإيراني

### الأمريكيون الإيرانيون
وفقاً لأستاذ جامعة هارفارد، روبرت دي. بوتنام، فإن المواطن الإيراني الأمريكي أقل تديناً بقليل من الأمريكي العادي. وينأى الأمريكيين الإيرانيين بأنفسهم عن الإسلام، وقد قبلوا الخصائص السلبية المرتبطة بالدين. وهذا بسبب فرض الإسلام على الإيرانيين من خلال الحرب والغزو، وهو ما يعادل الإستبداد والوحشية والفساد وفقاً لهم. في في كتاب «الحركات الاجتماعية في إيران في القرن العشرين: أطر الثقافة، الأيديولوجية، والحشد»، يُضيف المؤلف ستيفن بولسون أن الأفكار الغربية تجعل الإيرانيين غير متدينين.
تقارب أعداد الأميركيين الإيرانيين الذين يعتبرون أنفسهم غير متدينين أعداد الأيرانيين المُسلمين، والخُمس الآخر هم من المسيحيين أو اليهود أو البهائيين أو الزرادشتيين. وفقاً لروبرت د. بوتنام الأستاذ جامعة هارفارد، هناك أعداد متزايدة من المسلمين الأمريكيين الذين يتركون عقيدتهم ويصبحون بلا ديانة، تبرز هذه الظاهر بين الأمريكيين من أصول إيرانية والذين هم أقل تديناً بالمقارنة مع الأمريكي العادي، حيث وفقاً لدراسة تحالف الشؤون العامة للأميركيين الإيرانيين انخفضت نسبة المسلمين بين الأميركيين الإيرانيين من 42% في عام 2008 إلى 31% في عام 2012.

### الإيرانيون الأوروبيون
تأسست لجنة المسلمين السابقين المركزية على يد إحسان جامي الهولندي الإيراني بهدف دعم المرتدين وللفت الانتباه إلى انتهاكات حقوق المرأة.

### المنظمات
تم إنشاء منظمة بريطانية - إيرانية، وهي «جمعية الملحدين الإيرانيين»، في عام 2013 لتشكيل منبر للملحدين الإيرانيين لبدء النقاش والتشكيك في موقف الجمهورية الإسلامية الحالية من الملحدين والردة وحقوق الإنسان.. هناك عدد كبير من الإيرانيين في الخارج والمهجر، وخاصةً من الإيرانيين الأمريكيين، غير متدينين أو لا أدريين أو ملحدين.